# 打狗座
打狗座為1909年由高松豐次郎在高雄興建的一座戲院，位於今日鼓山一路與鼓山一路53巷口，是高雄地區第一間戲院。戲院的經營以戲劇活動為主，亦有放映活動寫真，內部空間可容納五百餘名觀眾。大正10年（1921）因建物過於老舊而廢除。